# Pseudonaclia
Pseudonaclia is een geslacht van vlinders van de familie spinneruilen (Erebidae), uit de onderfamilie Arctiinae.

## Soorten
- P. bifasciata Aurivillius, 1910
- P. fasciata Gaede, 1926
- P. puella (Boisduval, 1847)